# Little Big Shot (1935)
Little Big Shot is een Amerikaanse misdaadfilm uit 1935 onder regie van Michael Curtiz. In Nederland werd de film destijds uitgebracht onder de titel Schattebout.

## Verhaal
Twee verkopers van valse horloges worden plots de kinderoppas van de dochter van een misdadiger.

## Rolverdeling
| Acteur                | Personage                   |
| --------------------- | --------------------------- |
| Sybil Jason           | Gloria                      |
| Glenda Farrell        | Jean                        |
| Robert Armstrong      | Steve                       |
| Edward Everett Horton | Mortimer                    |
| Jack La Rue           | Doré                        |
| Arthur Vinton         | Kell                        |
| J. Carrol Naish       | Bert                        |
| Edgar Kennedy         | Onderdonk                   |
| Addison Richards      | Hank Gibbs                  |
| Joe Sawyer            | Handlanger van Doré         |
| Emma Dunn             | Directrice van het weeshuis |
| Ward Bond             | Handlanger van Kell         |
| Tammany Young         | Ralph Lewis                 |
| Murray Alper          | Handlanger van Doré         |
| Marc Lawrence         | Handlanger van Doré         |